# Nasjonalgalleriet
Nasjonalgalleriet er en afdeling af Nasjonalmuseet for kunst, arkitektur og design i Oslo i Norge. Nasjonalgalleriet blev etableret i 1837 som Den norske stats centralmuseum for billedkunst. Siden 1882 har det ligget i Universitetsgaten i Oslo, i en bygning tegnet af Heinrich Ernst og Adolf Schirmer. Museet har en stor samling af norsk nationalromantisk malerkunst, og af Edvard Munchs billeder.
I 1990 blev museets samlinger fra efter 1945 overført til det nyetablerede Museet for samtidskunst.
En omorganisering af museets basissamling i vinteren 2004/05 førte til stærke reaktioner, men også til øget besøg.